# Ward Kimball
Pour les articles homonymes, voir Kimball.
Ward Walrath Kimball est un dessinateur et animateur américain, né le 4 mars 1914 à Minneapolis (Minnesota) et mort le 8 juillet 2002 à Arcadia (Californie). Il était  membre de l'équipe des Nine Old Men des studios Disney et aussi un important imagineer.

## Biographie
Selon Neil Sinyard, ce serait après avoir vu le court métrage L'Arche de Noé en 1933 que Ward Kimball quitte son emploi et demande à sa mère de lui payer un vol pour la Californie afin de se présenter à l'entrée du studio Disney avec un portfolio pour demander à y travailler. Ward Kimball est embauché par Disney en 1934.
Brillant illustrateur, il préfère travailler sur les personnages comiques plutôt que sur les personnages humains plus compliqués. Parmi ses contributions, on peut citer :
- Jiminy Cricket dans Pinocchio (1940)[2]
- les corbeaux dans Dumbo (1941)
- Faline dans Bambi (1942)
- Panchito Pistoles dans Trois Caballeros (1944) et la séquence musicale The Three Caballeros[3]
- Jaq, Gus et Lucifer dans Cendrillon (1950)
- Tweedledee et Tweedledum, le Chapelier fou et le Chat de Chester dans Alice au pays des merveilles (1951)

L'animation était pour lui d'une certaine facilité et il cherchait en permanence à faire les choses différemment, étant par nature beaucoup plus « farfelu » que ses collègues animateurs. Ces traits de caractères ont fait dire à Walt Disney de lui qu'il était « un génie ».
En tant qu'assistant d'Hamilton Luske, Ward Kimball est reconnu comme le premier animateur de Disney à avoir utilisé les « lignes de vitesse » lors de l'animation du personnage de Max Hare dans Le Lièvre et la Tortue.
À partir du milieu des années 1950, il devient réalisateur et responsable
- de la série de courts métrages Une aventure en musique, dont Toot, Whistle, Plunk and Boom, Oscar du meilleur court métrage d'animation en 1954. ;
- de trois émissions télévisées Disney sur le thème de l'espace[6] ;
- du court métrage It's Tough to Be a Bird (1969), Oscar du meilleur court métrage d'animation en 1970.

Un de ses passe-temps est la musique (comme le montre la série de courts métrages Une aventure en musique) et à partir des années 1950, il fonde un groupe de jazz Dixieland avec quelques collègues, le Firehouse Five Plus Two, dans lequel il joue du trombone. Ce groupe réalise au moins 13 disques, des tournées dans les clubs, les campus et les festivals de jazz des années 1950 à 1970. Kimball déclara que Walt Disney ne se préoccupait pas d'une éventuelle « double vie » tant qu'elle n'interférait pas sur son travail d'animation.

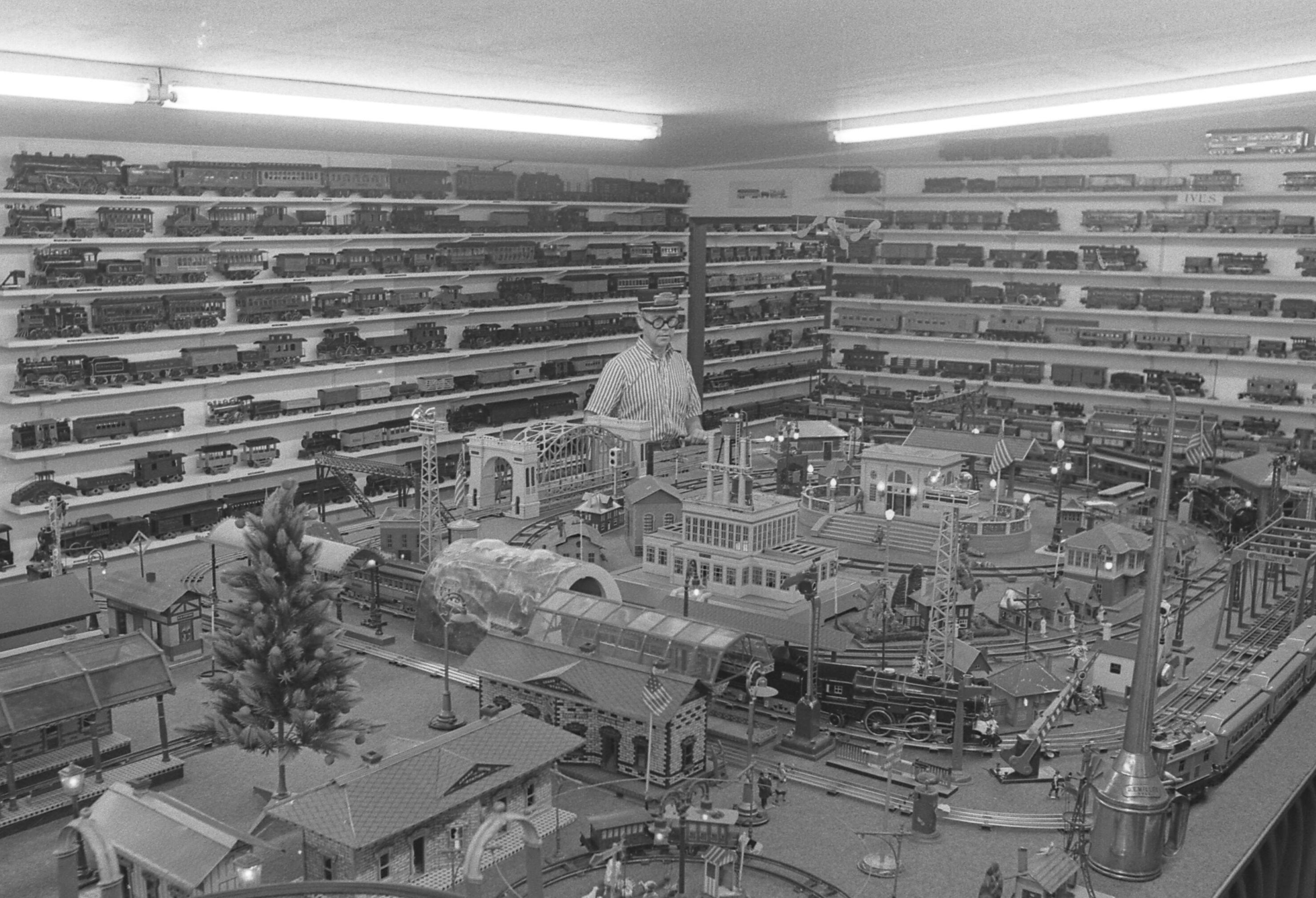
Ward Kimball et sa collection de petits trains, en 1977.

Un autre de ses passe-temps est le chemin de fer comme son ami et employeur Walt Disney. Il collectionne les souvenirs des anciens trains et se passionne pour le modélisme ferroviaire. Il acheta en 1938 et rénova une locomotive et plus tard un wagon de passager. Il créa dans son jardin un chemin de fer : le Grizzly Flats Railroad. Ce train inspira Walt pour le Carolwood Pacific Railroad, en partie construit par Ward, puis le Disneyland Railroad (supervisé par Ward) du parc Disneyland. La station de train de Frontierland à Disneyland est directement inspirée de celle du Grizzly Flats Railroad.
Kimball continue à travailler pour Disney jusqu'au début des années 1970, principalement pour des émissions de télévision, mais aussi sur les films Mary Poppins (1964), L'Honorable Griffin (1967), L'Apprentie sorcière (1971) et La Cane aux œufs d'or (1971). Son dernier travail pour Disney est d'avoir dirigé et produit The Mouse Factory.
Après cette date il travailla pour lui-même mais revint parfois chez Disney pour des événements de communications ou par exemple l'attraction World of Motion d'Epcot. En 1982, le film de Dingo, Fou de foot alors en cours de production et réalisé par Darrell Van Citters est jugé trop loufoque pour la direction de Disney et elle demande à Ward Kimball de revenir comme consultant pour refaire le film, qui ne sortira qu'en 1987 avec une diffusion à la télévision.
Ward Kimball meurt à Los Angeles en 2002, à l'âge de 88 ans, des suites d'une pneumonie. Sa fille Kelly Kimball, diplômée du Chouinard Art Institute a participé au sein de filiale costume de NBC pour laquelle elle travaillait à la création des costumes pour le spectacle Disney on Parade.
En 2005, une locomotive construite en 1902, rachetée en 1999 au parc de loisirs Cedar Point et rénovée par la Walt Disney Company, a été ajoutée au Disneyland Railroad sous le no 5 et baptisée Ward Kimball.

## Filmographie

### Animateur
- 1934 : Une petite poule avisée
- 1934 : Le Gala des orphelins
- 1934 : The Goddess of Spring
- 1935 : Le Lièvre et la tortue
- 1936 : Elmer l'éléphant
- 1936 : Le Retour de Toby la tortue
- 1936 : More Kittens
- 1937 : Cabaret de nuit
- 1937 : Blanche-Neige et les Sept Nains
- 1938 : Ferdinand le taureau
- 1938 : Mother Goose Goes Hollywood
- 1939 : Chasseur d'autographes
- 1940 : Pinocchio - directeur de l'animation de Jiminy Cricket
- 1940 : Fantasia - Symphonie pastorale
- 1941 : Le Tourbillon
- 1941 : Les Années 90
- 1941 : Le Dragon récalcitrant
- 1941 : Dumbo
- 1942 : Bambi
- 1943 : The Spirit of '43
- 1943 : Education for Death
- 1943 : Victoire dans les airs
- 1943 : Reason and Emotion
- 1943 : Chicken Little
- 1944 : Les Trois Caballeros
- 1946 : La Boîte à musique
- 1946 : La Baleine qui voulait chanter au Met
- 1946 : Pierre et le Loup
- 1947 : Coquin de printemps
- 1948 : Pecos Bill
- 1948 : Mélodie Cocktail
- 1949 : Le Crapaud et le Maître d'école
- 1950 : Cendrillon
- 1951 : Alice au pays des merveilles
- 1953 : Peter Pan
- 1953 : Melody
- 1953 : Les Instruments de musique
- 1958 : The Legend of Sleepy Hollow
- 1964 : Mary Poppins
- 1967 : L'Honorable Griffin, générique
- 1967 : Picsou banquier Scrooge McDuck and Money
- 1971 : L'Apprentie sorcière
- 1980 : Mickey Mouse Disco

### Réalisateur
- 1953 : Melody
- 1953 : Les Instruments de musique
- 1957 : Cosmic Capers - également scénariste et producteur
- 1959 : Eyes in Outer Space - également scénariste et producteur
- 1968 : The Mickey Mouse Anniversary Show
- 1969 : C'est pas drôle d'être un oiseau
- 1970 : Dad, Can I Borrow the Car? (TV) - également producteur
- 1971 : The Mouse Factory  (série TV, épisodes inconnus) - également scénariste et producteur

### Scénariste
- 1936 : Le Retour de Toby la tortue
- 1961 : Babes in Toyland
- 1969 : C'est pas drôle d'être un oiseau

### Acteur
- 1950 : Hit Parade of 1951 : lui-même comme musicien de jazz
- 1989 : The Wizard of Speed and Time : le chef IRS
- 1995 : Mickey: Reelin' Through the Years (TV)

## Distinctions
- Oscars 1970 : Meilleur court métrage d'animation pour C'est pas drôle d'être un oiseau[9]
- 1989 : Disney Legend aux côtés des autres Nine Old Men[2].

## Anecdote
- Il apparaît sous la forme d'une caricature dans le court métrage d'animation  Les Années 90 en 1941.